# اتحاد شمال إفريقيا لكرة القدم
اتحاد شمال إفريقيا لكرة القدم (بالإنجليزية:UNAF) هيئة رياضية تابعة للاتحاد الأفريقي لكرة القدم، تأسست عام 2005 في تونس، وتضم دول شمال إفريقيا المغرب، الجزائر، تونس، ليبيا ومصر (التي علقت عضويتها منذ 2009 بعد انسحابها ولكنها عادت من جديد في 2011). وقد اشترت قناة نسمة حقوق بث جميع البطولات.

## التاريخ
تأسس اتحاد اتحادات شمال إفريقيا لكرة القدم في عام 2005 ويشمل الإتحادات الرياضية من دول الجزائر ومصر وليبيا والمغرب وتونس وهو جزء من اتحاد كرة القدم الإفريقي الذي يضم 53 اتحادًا وطنيًا لكرة القدم موزعة على 6 مناطق. يعتبر اتحاد شمال إفريقيا لكرة القدم هو الاتحاد السادس في القارة الأفريقية من خلال التقسيم المعتمد لدى الاتحاد الأفريقي لكرة القدم، وقد ترأس الاتحاد في الفترة البرلمانية الأولى مباشرة بعد تأسيسها سمير زاهر الرئيس السابق للاتحاد المصري لكرة القدم،
ويتم انتخاب الرئيس خلال جلسة مكتملة الأعضاء لمدة 4 سنوات من قبل أعضاء الاتحاد وهم رؤساء الإتحادات الخمسة ويقترح الرئيس المنتخب نائبا له من بين رؤساء الإتحادات الخمسة خلال الاجتماع الأول للمكتب التنفيذي بعد الانتخابات كما الجمعية العامة من قبل المكتب التنفيذي لتحديد رؤساء وأعضاء اللجان.
في سنة 2014 أنتخب وديع الجريئ (رئيس الجامعة التونسية لكرة القدم) رئيسًا لاتحاد شمال إفريقيا لكرة القدم بالإجماع لمدة أربع سنوات خلال الجمعية العامة الانتخابية، التي عقدت يوم السبت 25 أكتوبر 2014 في تونس. كما تم اختيار جمال علام، رئيس الاتحاد المصري لكرة القدم نائبا لرئيس اتحاد شمال إفريقيا لكرة القدم بالإجماع. من ناحية أخرى، وافقت الجمعية العامة على وجه الخصوص على التقارير الإدارية والمالية للاتحاد وكذلك اعتماد الميزانية التقديرية لمشروع الاتحاد لعام 2015 وتقرير اجتماع لجنة المالية الذي عقد في 23 أكتوبر 2014 تم اعتماد البرنامج على أنشطة اتحاد شمال إفريقيا لعام 2015.

## الأعضاء
| الأعضاء | سنة الانضمام | منتخبات الرجال                                         | منتخب السيدات           |
| ------- | ------------ | ------------------------------------------------------ | ----------------------- |
| تونس    | 2005         | الأول - الأولمبي - المحليين - تحت 20 - تحت 17 - تحت 15 | الأول - تحت 20 - تحت 17 |
| الجزائر | 2005         | الأول - الأولمبي - المحليين - تحت 20 - تحت 17 - تحت 15 | الأول - تحت 20 - تحت 17 |
| مصر     | 2005         | الأول - الأولمبي - تحت 20 - تحت 17 - تحت 15            | الأول - تحت 20 - تحت 17 |
| ليبيا   | 2005         | الأول - الأولمبي - المحليين - تحت 20 - تحت 17 - تحت 15 | الأول - تحت 20 - تحت 17 |
| المغرب  | 2005         | الأول - الأولمبي - المحليين - تحت 20 - تحت 17 - تحت 15 | الأول - تحت 20 - تحت 17 |

## الرؤساء المُنتخبين
- 2005 - 2008 : سمير زاهر
- 2008 - 2011 : محمد روراوة
- 2011 - 2014 : علي الفاسي الفهري
- 2014 - 2018 : وديع الجريء
- 2018 - 2018 : جمال الجعفري
- 2019 - الآن : عبد الحكيم الشلماني[3]

## أهم المنافسات

### المنتخبات
- دورة اتحاد شمال إفريقيا لكرة القدم
- دورة اتحاد شمال إفريقيا تحت 23 سنة
- دورة اتحاد شمال إفريقيا تحت 20 سنة
- دورة اتحاد شمال إفريقيا تحت 18 سنة
- دورة اتحاد شمال إفريقيا تحت 17 سنة
- دورة اتحاد شمال إفريقيا تحت 15 سنة
- دورة اتحاد شمال إفريقيا للسيدات
- دورة اتحاد شمال إفريقيا للسيدات تحت 21 سنة
- دورة اتحاد شمال إفريقيا للسيدات تحت 20 سنة
- دورة اتحاد شمال إفريقيا لكرة القدم الخماسية

### الأندية
- كأس اتحاد شمال إفريقيا
- كأس شمال إفريقيا للأندية البطلة
- كأس شمال إفريقيا للأندية الفائزة بالكؤوس
- كأس سوبر شمال إفريقيا
- كأس شمال إفريقيا سيدات للأندية